# Ezequiel Montalt
Ezequiel Montalt Ros (Bonrepós y Mirambell (Valencia), 24 de agosto de 1977) es un actor español, conocido sobre todo por su participación en telenovelas.

## Carrera
Ezequiel Montalt Es técnico de sonido titulado en la Academia ARS Studios de Valencia (España). Realizó estudios complementarios de canto, batería, guitarra, piano y armonía. comenzó su carrera artística en la Música como cantante, trompetista, arreglista y compositor de Jazz en un grupo llamado Ejazz. Posee experiencia como cantante en diversas formaciones de música clásica y moderna. Más tarde su carrera iría a desembocar en el mundo de la interpretación, participando en conocidas producciones.
Recibió formación como actor dramático en la "Escuela Municipal de Teatre de Foios" (España), en la Academia de Artes Escénicas "El Tutú de la abuela (España) 2001-2006, Academia de interpretación para cine y televisión OFF Cinema (España), Actor Workshop con Héctor Zavaleta - Academia Neutro (Miami), Taller de teatro con Flavio Caballero - Acento Neutro (Miami)

## Trayectoria
Como actor de Teatro protagonizó en el 2006 la obra "Roberto Zucco" de Bernard-Marie Coltes, en la EMT de Foios interpretando al personaje del mismo nombre (España). En el 2007 protagonizó la obra "No tot son flors entre roses y clavells" (España).
Ya en USA comenzó a Participar en grandes producciones de gran éxito internacional, como Alma indomable, donde interpretó a Mauricio Lira, Más sabe el diablo interpretando a Cristian Acero, y Perro amor como Juan Monsalve.
En el mes de mayo de 2011 terminó de grabar en Colombia la superproducción Los herederos Del Monte de Telemundo,emitida en multitud de países, con una gran repercusión. Ezequiel Montalt, interpreta a Pedro del Monte, uno de los protagonistas de la Historia. La novela cuenta con un elenco de actores como Mario Cimarro, Marlene Favela, José Luis Reséndez, Fabián Ríos, Jonathan Islas, Roberto Mateos, etc.
También ha participado en la novela La reina del sur, adaptación de la decimocuarta novela del autor español Arturo Pérez-Reverte  también de Telemundo, en la que Ezequiel Montalt da vida al narcotraficante Jaime Arenas. Esta novela también ha tenido un gran éxito internacional en todos los países donde se ha emitido, incluyendo España, cuna del actor, donde se emitió en la cadena Antena 3 una miniserie de 12 capítulos.

## Filmografía

### Televisión
- Juego de mentiras (2023) - Raymundo Edwards[1]
- Sangre de mi tierra (2017) - Daniel Fajardo
- ¿Quién es quién? (2015-2016) - Armando Samaniego
- Reina de corazones (2014) - Juan "Rocky" Balboa
- Santa diabla (2013) - Jorge Millan "George"
- Rosario (2013) - Daniel Carvajal
- Corazón valiente (2012) - Teniente Manuel Flores
- La Reina del Sur (2011) - Jaime Arenas
- Los herederos Del Monte (2011) - Pedro del Monte
- Perro amor (2010) - Dr. Juan Monsalve
- Más sabe el diablo (2009-2010) - Christian Acero
- Alma indomable (2009) - Mauricio Lira
- El rostro de Analía (2008) - Gino
- Valeria (2008) - Angel Romero